# 鶏東県
鶏東県（けいとう-けん）は中華人民共和国黒竜江省鶏西市に位置する県。

## 地理
東に隣接する密山市と同じく、ロシア・極東連邦管区に属する沿海地方と国境を接しており、行政区画としてはハンカ地区（カメニ＝ルイボロフ）とポグラニチニ地区（ポグラニチニ (沿海地方)）に接している。

## 歴史
1964年、鶏西市及び密山県の一部に設置された。

## 行政区画
8鎮、1郷、2民族郷を管轄：
- 鎮：鶏東鎮、平陽鎮、向陽鎮、哈達鎮、永安鎮、永和鎮、東海鎮、興農鎮
- 郷：下亮子郷
- 民族郷：鶏林朝鮮族郷、明徳朝鮮族郷

## 交通

### 航空
- 鶏西興凱湖空港（中国語版）

### 鉄道
- 中国鉄路総公司
  - 中国鉄路ハルビン局集団公司
    - 林密線（鶏西方面）- 鶏東駅（中国語版） - 東海駅 (黒竜江省)（中国語版） - 永安郷駅（中国語版） -（密山方面）

### 道路
- 高速道路
  - 鶴大高速道路
  - 建鶏高速道路
- 国道
  -  G201国道

## 健康・医療・衛生
- 鶏東県人民医院
- 鶏東県中医院